# Wilhelm Krelle

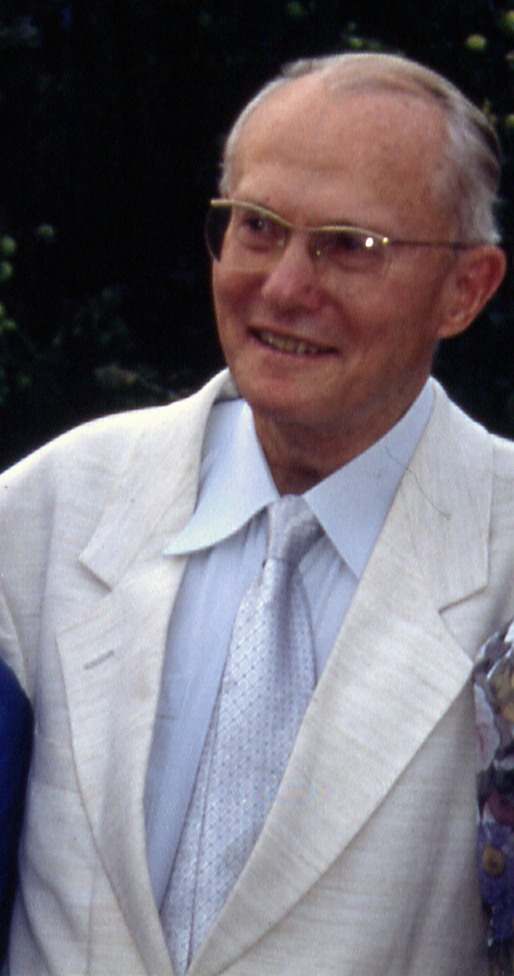
Wilhelm Krelle, 1994

Wilhelm Krelle (* 24. Dezember 1916 in Magdeburg; † 23. Juni 2004 in Bonn) war bis 1945 Major im Generalstab, anschließend Volkswirt, Mathematiker und Physiker.

## Leben und Werk
Wilhelm Krelle wuchs in einer protestantisch geprägten Familie auf und blieb zeitlebens seiner Konfession treu. Nachdem er in seiner Jugend von 1931 bis 1934 in der Hitlerjugend aktiv gewesen war, trat er 1935 in die Wehrmacht ein. Während des Zweiten Weltkriegs nahm er an den Feldzügen in Polen, Griechenland und Nordafrika teil, wo er mehrfach verwundet und ausgezeichnet wurde. Nach seiner Ausbildung im Generalstab wurde er 1944 zum XIII. SS-Armeekorps und 1945 zur 17. SS-Panzergrenadier-Division „Götz von Berlichingen“ versetzt. Dort verhandelte er als Ia der Division am 7. Mai 1945 die Übergabe  an die amerikanischen Streitkräfte, entzog sich jedoch der Kriegsgefangenschaft. Die Umstände seiner SS-Mitgliedschaft blieben fraglich.
Nach Kriegsende begann Krelle ein Studium der Physik, Mathematik und Volkswirtschaftslehre in Tübingen, das er später in Freiburg fortsetzte. 1947 promovierte er bei Walter Eucken und habilitierte sich 1951 bei Erich Preiser in Heidelberg. Nach Forschungsaufenthalten in den USA erhielt er 1956 eine Professur für theoretische Nationalökonomie und Ökonometrie in St. Gallen. 1958 wechselte er an die Universität Bonn, wo er bis zu seiner Emeritierung 1982 lehrte.
Krelle trug maßgeblich zur Entwicklung der deutschen Volkswirtschaftslehre bei, indem er Modelle aus der Ökonometrie und dem Operations Research einführte. Mit dem „Bonner Modell“ beeinflusste er die Arbeit des Sachverständigenrats und arbeitete im internationalen Projekt „LINK“ mit Lawrence Klein zusammen. Als Gründer des DFG-Sonderforschungsbereichs 21 machte er Bonn zu einem Zentrum der Volkswirtschaftslehre. Damit begründete er die internationale Spitzenstellung der Bonner Wirtschaftswissenschaften. Krelle schrieb mehr als 30 Bücher und Monographien sowie unzählige Aufsätze.
Politisch setzte sich Krelle für die soziale Marktwirtschaft ein und war in verschiedenen Kommissionen der Bundesregierung sowie in der Evangelischen Kirche aktiv. Er erhielt zahlreiche Ehrungen, darunter sechs Ehrendoktorwürden und 1987 das Große Bundesverdienstkreuz. 1995 wurde er als erster Deutscher mit der Goldenen Medaille des Kondratieff-Preises ausgezeichnet.
Sein Privatleben war von Schicksalsschlägen geprägt: 1968 verlor er seinen ältesten Sohn Rainer bei einer Bergtour, und 1981 nahm sich seine Frau das Leben. Nach seiner Emeritierung leitete er die Neuausrichtung der Wirtschaftswissenschaftlichen Fakultät an der Humboldt-Universität zu Berlin. Seine Entscheidungen führten zu Kontroversen, insbesondere im Zusammenhang mit seiner Kriegsvergangenheit und seiner SS-Zugehörigkeit. Krelle bemühte sich um die Rehabilitierung seines Rufs, da er eine Rachekampagne von Studenten und ehemaligen Dozenten der Humboldt-Universität vermutete. Bis zuletzt in der Forschung tätig, verstarb er am 23. Juni 2004 in Bonn.

## Debatte um Tätigkeit Krelles in der Zeit des Nationalsozialismus
Ungeachtet seines Ansehens in den westdeutschen Bundesländern war Krelle an der Humboldt-Universität insbesondere zur Wendezeit umstritten. Für die anderen Hochschulen der ehemaligen DDR war im Einigungsvertrag deren Abwicklung vereinbart. Es gab eine kollektive Kündigung, und alle Lehrkräfte konnten sich wie andere auch, neu auf die nun freien Stellen bewerben. Die Humboldt-Universität hatte jedoch vor dem Oberverwaltungsgericht (OVG) Berlin gegen die Abwicklung geklagt und vom OVG Recht bekommen. So musste die von Krelle für die ökonomische Fakultät geleitete Struktur- und Berufungskommission, die außer ihm mit drei Professoren, einem Angestellten des akademischen Mittelbaus und einem Studenten besetzt war, jeden Einzelfall auf politische und fachliche Eignung prüfen. Da zu DDR-Zeiten alle auf Lebenszeit angestellt blieben, war der gesamte Lehrkörper 'hoffnungslos überaltert'. Massenweise Entlassungen waren die Folge. Vor Übernahme der Aufgabe durch Krelle hatte die Humboldt-Universität in Eigenregie eine Neuorganisation des Fachbereichs versucht: vergeblich!
Einige Aussagen Krelles, unter anderem der ihm zugeschriebene Satz: „Kein Marxist wird seinen Fuß über die Schwelle dieses Hauses setzen, solange ich hier das Sagen habe“, ließ Kritiker daran zweifeln, dass er Personalentscheidungen allein nach fachlichen Kriterien fällte. In der Folge kamen Befehle und andere Dokumente aus dem Zweiten Weltkrieg an die Öffentlichkeit, die dieser mit „SS-Sturmbannführer Krelle“ unterzeichnet hatte. Hierauf wurden Forderungen laut, Wilhelm Krelle die Ehrendoktorwürde der Humboldt-Universität wieder abzuerkennen. Diese Forderungen wurden vor allem von Medien des linken Spektrums, etwa vom Neuen Deutschland und von der Jungen Welt, aufgegriffen. Untersuchungen anderer Studenten erwiesen diese Behauptungen als teilweise falsch.
Die Universität setzte schließlich eine Kommission zur Aufklärung der Vorwürfe gegen Krelle ein. Krelle selbst stellte der Kommission, wie auch schon zuvor seinen Kritikern, seine Tagebuchaufzeichnungen zur Verfügung. Die Kommission kam zu dem Schluss, daß Krelle „im August 1944 zu einem Generalkommando der Waffen-SS versetzt worden ist, ohne aus der Wehrmacht ausgeschieden zu sein, und daß er mit an Sicherheit grenzender Wahrscheinlichkeit nicht Mitglied der SS gewesen ist. Die Überstellung zur Waffen-SS erfolgte ohne Zutun von Prof. Krelle. Angebote, aus dem Heer auszuscheiden und zur SS überzutreten, wurden von ihm abgelehnt.“ Auf Empfehlung der Kommission hielt die Universität an der Ehrendoktorwürde fest.

## Werke (Auswahl)
- Theorie wirtschaftlicher Verhaltensweisen. 1953.
- Preistheorie. 1961.
- Verteilungstheorie. 1962.
- Präferenz- und Entscheidungstheorie. 1968.
- Wachstumstheorie. 1972 (zusammen mit Günter Gabisch).
- Mitbestimmung und marktwirtschaftliche Ordnung. 1978.
- Theorie des wirtschaftlichen Wachstums. 1985.
- The future of the world economy. 1989.
- Weltwirtschaft und Sicherheit. 1994.
- Wirtschaftswissenschaft in christlicher Verantwortung. 1997.
- Ökonomische Grundlagen der Ethik. 1998.
- Economics and ethics. Bd. 1: The microeconomic basis. 2003.